# 布魯克海文 (喬治亞州)
布魯克海文（英語：Brookhaven）是一個位於美國喬治亞州迪卡爾布縣的城市。

## 地理
布魯克海文的座標為33°51′33″N 84°20′20″W / 33.85917°N 84.33889°W，而該地的平均海拔高度為297米（即974英尺）。

## 人口
根據2010年美國人口普查的數據，布魯克海文的面積為29.45平方千米，當中陸地面積為29.14平方千米，而水域面積為0.31平方千米。當地共有人口40456人，而人口密度為每平方千米1,373人。